# Henry Eld
Pour les articles homonymes, voir Eld.
Henry Eld (né le 2 juin 1814 à New Haven et mort le 12 mars 1850) est un officier de marine, géographe et explorateur américain.
Il a participé à l'expédition Wilkes.
Le pic Eld (en) sur la côte de George V (Antarctique) et la crique Eld (en) dans le Puget Sound (État de Washington) sont nommés d'après lui.